# Galloanserae
Galloanserae je jedna z hlavních vývojových větví moderních ptáků. Spolu se sesterským kladem Neoaves tvoří podtřídu letci (Neognathae).

## Význam
Její zástupci jsou také známí pod obecným označením drůbež. Zástupci této vývojové linie žijí téměř ve všech oblastech světa. Patří sem všechny ekonomicky významné skupiny ptáků s dlouhou historií domestikace. Existují pravděpodobně desítky miliard jedinců, chovaných v současnosti člověkem pro maso, vejce a peří. Jedná se proto také o jedny z nejvýznamnějších ptáků pro lidskou civilizaci.

## Klasifikace
Poslední biomolekulární výzkumy potvrdily monofylii obou kladů této skupiny (vrubozobých a hrabavých). V současné době je v rámci tohoto kladu rozlišováno zhruba 452 druhů v osmi čeledích.

## Evoluce
První prokazatelní zástupci této skupiny se objevují v raných třetihorách (paleogénu), jejich blízcí příbuzní však existovali již v období druhohorní křídy. Jedním ze zástupců příbuzných druhů byl také druh Asteriornis maastrichtensis, který žil v době před 66,7 milionu let (nejpozdnější křída) na území současné Belgie.
Jedním z pravěkých zástupců této skupiny byl také jihoamerický rod Brontornis, formálně popsaný roku 1891.
Do určité míry mobilní zobák byl přítomen už u pozdně druhohorních orniturinů v době před 67 miliony let (jak ukázal objev druhu Janavis finalidens, popsaného koncem roku 2022).

## Členění skupiny
- Galloanserae
  - řád: vrubozobí (Anseriformes)
    - čeleď: kamišovití (Anhimidae)
    - čeleď: husovcovití (Anseranatidae)
    - čeleď: kachnovití (Anatidae)

  - řád: hrabaví (Galliformes)
    - čeleď: tabonovití (Megapodiidae)
    - čeleď: hokovití (Cracidae) – polyfyletická
    - čeleď: perličkovití (Numididae)
    - čeleď: křepelovití (Odontophoridae)
    - čeleď: bažantovití (Phasianidae) – polyfyletická